# Phan An (nhà văn, lập trình viên)
Phan An (sinh năm 1984) là bút danh của một nhà văn trẻ, một Lập trình viên tài năng, được biết đến với các tác phẩm Quẩn quanh trong tổ, Con chim khổng tước còn hót vang ngày mở đất và Trời hôm ấy không có gì đặc biệt. Anh cũng nổi tiếng với trang web lacai.org, chuyên đả kích sự lá cải hóa của báo mạng Việt Nam.
Anh là một trong những người phát triển Vue.js, một Web framework nổi tiếng thế giới . Tháng 4, 2021 những dòng code của anh trong Vue.js đã đóng góp một phần nhỏ giúp Trực thăng bay đầu tiên của loài người cất cánh trên sao Hoả .

## Tiểu sử
Trên giấy tờ, Phan An sinh năm 1984, nhưng thực tế anh sinh năm 1985 (như ghi trong cuốn Quẩn quanh trong tổ) tại Quảng Nam. Anh từng thi đỗ vào Đại học Ngoại thương thành phố Hồ Chí Minh, theo học Đại học Kiến trúc Thành phố Hồ Chí Minh nhưng bỏ dở vào năm 4. Anh từng làm việc tại Singapore, sau đó chuyển đến sinh sống và làm việc tại Munich, Đức.

## Tác phẩm
- Quẩn quanh trong tổ (Thái Hà Books và Nhà xuất bản Thời Đại, 2010), tác phẩm đầu tay viết về chính cuộc sống của tác giả[3], phản ánh cái nhìn của người trẻ về xã hội hiện đại, Được đánh giá là Một sản phẩm viết "rối nùi chữ nghĩa" như cái tổ chim, không thể phân biệt nổi đó là thể loại nào, nhưng lại hết sức hài hước, cuốn hút, buộc người đọc đã lật trang đầu thì không thể không giở tới trang cuối cùng[4]. Nhà văn Nguyễn Ngọc Tư trong phần giới thiệu đã nhận xét:

Chữ như tuôn ra chảy tràn những đầu ngón tay... Ngồn ngộn những ngôn ngữ mạng, ngôn ngữ đường phố, ngôn ngữ vỉa hè, những bài hát cải biên... Giễu cợt, đắng ngắt, gây buồn ở những câu có thể khiến người ta lăn ra cười.
Cuốn sách được coi là khá thành công và được giới thiệu trên chuyên mục Mỗi ngày một cuốn sách trên VTV1.
- Trời hôm ấy không có gì đặc biệt (Saigon Media và Nhà xuất bản Hội Nhà Văn, 2012), kể về câu chuyện một sinh viên quyết định bỏ học khi đang học năm thứ 4. Giáo sư Trần Hữu Dũng nhận xét đọc Trời hôm ấy không có gì đặc biệt như xem một cuốn album của một người thợ ảnh trẻ, nhưng cực kỳ tinh nhạy và tài ba.[6]. Cuốn sách trở thành một sự kiện của độc giả trẻ tuổi, bán hết 2.000 bản trong vòng hai tuần.[7]
- lacai.org, một trang web tổng hợp các tin tức lá cải từ báo chí Việt Nam, lấy cảm hứng từ viet-studies.info. Được thành lập vào tháng 1 năm 2011 với mục đích đả kích báo lá cải Việt Nam, trang web nhanh chóng trở nên nổi tiếng trong cộng đồng mạng, nhất là trong lĩnh vực báo chí, dẫn đến phong trào đả kích báo lá cải, bắt đầu từ bài viết trên trang BBC Việt ngữ[8]. Vì trang web này mà Phan An bị gọi là "Kẻ thù của báo mạng Việt Nam"[9]. Vào ngày 1/4/2013, trang web chính thức tuyên bố đóng cửa. Trong lời tạm biệt đăng trên trang web, anh viết:

Có lần anh Trung Bảo của báo Lao động hỏi tôi: Lúc nào thì đóng cửa Lacai.org? Tôi trả lời: Khi một trong ba điều sau đây xảy ra. Một là, tôi không còn đủ thời gian. Hai là, tôi không còn đủ khả năng. Ba là, tôi không còn thấy có trách nhiệm. Nay thì một trong ba điều ấy đã đến. Tôi không cảm thấy mình có trách nhiệm nữa. Thật ra, không hẳn thế. Mà là tôi mệt mỏi. Càng lúc tôi càng cảm thấy rằng mình cần một chút không gian tách biệt khỏi những cướp giết hiếp, những trò lố bịch, đồi bại, những con người (nếu bọn chúng còn đáng gọi là người) ngu xuẩn, kệch cỡm, những ban bệ vô tri, dốt nát, tham lam, bần tiện. Càng lúc tôi càng cảm thấy rằng, tôi cần phải dành thời gian vào những công việc khác, những dự án khác, những thứ không có chút gì dính líu đến sự thối nát của một nền báo chí sa đọa đến mức độ không gì có thể cứu vãn nổi.
Sau khi lacai.org đóng cửa, báo Lao động đã có một bài viết về sự kiện này.
- Con chim khổng tước còn hót vang ngày mở đất
- Ngoài ra, Phan An còn là người thành lập và điều hành một số trang cộng đồng khác.

Ngày 11/9/2021, Phan An xuất bản sách - Lá Cải: Một ngàn câu chuyện. Toàn bộ số tiền bán sách sẽ được dùng để giúp đỡ những nạn nhân COV ID-19 tại Việt Nam.